# Liste der Mitglieder der Hamburgischen Bürgerschaft (20. Wahlperiode)
Diese Liste nennt die Mitglieder der Hamburgischen Bürgerschaft während der 20. Wahlperiode (ab 7. März 2011).
Der Hamburgischen Bürgerschaft gehören ohne Überhang- und Ausgleichsmandate 121 Abgeordnete an. Bei der Bürgerschaftswahl in Hamburg 2011 wurde nach einem neuen Wahlrecht gewählt.

## Zusammensetzung
Die Bürgerschaft setzte sich zu Beginn der Legislaturperiode wie folgt zusammen:
| Fraktion  | Sitze       | Sitze           | Sitze    |
| Fraktion  | Landesliste | Wahlkreislisten | zusammen |
| --------- | ----------- | --------------- | -------- |
| CDU       | 10          | 18              | 28       |
| SPD       | 25          | 37              | 62       |
| GAL       | 02          | 12              | 14       |
| FDP       | 08          | 01              | 09       |
| Die Linke | 05          | 03              | 08       |
| gesamt    | 50          | 71              | 121      |

## Ruhende Mandate
Die Verfassung der Freien und Hansestadt Hamburg bestimmt, dass Mitglieder des Senats kein Bürgerschaftsmandat ausüben dürfen. Das Mandat ruht während dieser Amtszeit und wird von der nächstberufenen Person auf dem Wahlvorschlag ausgeübt. Endet das Ruhen eines Mandats, dann tritt die Person auf dem Wahlvorschlag zurück, die als letzte berufen wurde.

## Abgeordnete
In der Spalte L ist der Landeslistenplatz aufgeführt und in der Spalte W der Wahlkreislistenplatz.
| Bild                                  | Name                          | Fraktion          | Wahlkreis                                    | Gewählt über         | L  | W  | Anmerkung |
| ------------------------------------- | ----------------------------- | ----------------- | -------------------------------------------- | -------------------- | -- | -- | --- |
|                                       | Kazim Abaci                   | SPD               | –                                            | Landesliste (Person) | 21 | –  | |
|                                       | Christoph Ahlhaus             | CDU               | –                                            | Landesliste (Liste)  | 1  | –  | das Mandat ruhte während seiner Amtszeit als Bürgermeister, im November 2014 endgültig ausgeschieden                               |
|                                       | Matthias Albrecht             | SPD               | –                                            | Landesliste (Person) | 34 | –  | |
|                                       | Peri Arndt                    | SPD               | 15 Bergedorf                                 | Wahlkreis            | –  | 2  | |
|                                       | Kersten Artus                 | DIE LINKE         | 5 Rotherbaum – Harvestehude – Eimsbüttel-Ost | Landesliste (Liste)  | 5  | 1  | Vizepräsidentin seit dem 23. März 2011                                                                                             |
|                                       | Elke Badde                    | SPD               | 14 Rahlstedt                                 | Wahlkreis            | –  | 1  | ausgeschieden im März 2011, dann Staatsrätin                                                                                       |
|                                       | Jan Balcke                    | SPD               | 11 Wandsbek                                  | Wahlkreis            | –  | 1  | |
|                                       | Ksenija Bekeris               | SPD               | 9 Barmbek – Uhlenhorst – Dulsberg            | Wahlkreis            | –  | 1  | |
|                                       | Stefanie von Berg             | GAL               | 6 Stellingen – Eimsbüttel-West               | Wahlkreis            | 19 | 2  | |
|                                       | Martin Bill                   | GAL               | 8 Eppendorf – Winterhude                     | Wahlkreis            | –  | 2  | eingetreten am 22. Oktober 2013 für Anja Hajduk                                                                                    |
|                                       | Joachim Bischoff              | DIE LINKE         | 1 Hamburg-Mitte                              | Wahlkreis            | 2  | 1  | ausgeschieden am 30. November 2011 wegen gesundheitlichen Gründen                                                                  |
|                                       | Robert Bläsing                | FDP               | 10 Fuhlsbüttel – Alsterdorf – Langenhorn     | Landesliste (Liste)  | 3  | 1  | |
|                                       | Christiane Blömeke            | GAL               | 13 Wahlkreis Alstertal – Walddörfer          | Wahlkreis            | –  | 1  | |
|                                       | Ole Thorben Buschhüter        | SPD               | 14 Rahlstedt                                 | Wahlkreis            | –  | 2  | |
|                                       | Matthias Czech                | SPD               | 17 Süderelbe                                 | Wahlkreis            | 50 | 3  | |
|                                       | Filiz Demirel                 | GAL               | 4 Blankenese                                 | Wahlkreis            | 11 | 1  | |
|                                       | Gabriele Dobusch              | SPD               | 3 Altona                                     | Wahlkreis            | –  | 1  | |
|                                       | Anja Domres                   | SPD               | 8 Eppendorf – Winterhude                     | Wahlkreis            | –  | 1  | ausgeschieden zum 1. August 2014                                                                                                   |
|                                       | Andreas Dressel               | SPD               | 13 Wahlkreis Alstertal – Walddörfer          | Wahlkreis            | –  | 1  | |
|                                       | Barbara Duden                 | SPD               | –                                            | Landesliste (Liste)  | 2  | –  | Vizepräsidentin seit dem 23. März 2011                                                                                             |
|                                       | Olaf Duge                     | GAL               | 11 Wandsbek                                  | Wahlkreis            | –  | 1  | |
|                                       | Kurt Duwe                     | FDP               | 16 Harburg                                   | Landesliste (Person) | 8  | 1  | |
|                                       | Ingo Egloff                   | SPD               | 12 Bramfeld – Farmsen-Berne                  | Wahlkreis            | –  | 1  | ausgeschieden im März 2011, dann Bundestagsabgeordneter                                                                            |
|                                       | Jan Ehlers                    | SPD               | 9 Barmbek – Uhlenhorst – Dulsberg            | Wahlkreis            | –  | 10 | ausgeschieden am 3. Mai 2011, Mandat niedergelegt                                                                                  |
|                                       | Gunnar Eisold                 | SPD               | 10 Fuhlsbüttel – Alsterdorf – Langenhorn     | Wahlkreis            | –  | 1  | |
|                                       | David Erkalp                  | CDU               | 2 Billstedt – Wilhelmsburg – Finkenwerder    | Wahlkreis            | –  | 2  | eingetreten am 2. September 2013 für Heiko Hecht                                                                                   |
|                                       | Britta Ernst                  | SPD               | –                                            | Landesliste (Liste)  | 7  | –  | ausgeschieden am 31. August 2011, dann bei der SPD-Bundestagsfraktion angestellt                                                   |
|                                       | Katharina Fegebank            | GAL               | 10 Fuhlsbüttel – Alsterdorf – Langenhorn     | Wahlkreis            | 7  | 1  | |
|                                       | Jan-Hinrich Fock              | SPD               | 2 Billstedt – Wilhelmsburg – Finkenwerder    | Wahlkreis            | –  | 5  | |
|                                       | Friederike Föcking            | CDU               | –                                            | Landesliste (Person) | 7  | –  | eingetreten am 1. Januar 2012 für Heino Vahldieck                                                                                  |
|                                       | Dennis Gladiator              | CDU               | 15 Bergedorf                                 | Wahlkreis            | –  | 1  | |
|                                       | Christa Goetsch               | GAL               | 3 Altona                                     | Wahlkreis            | 3  | 1  | |
|                                       | Tim Golke                     | DIE LINKE         | 1 Hamburg-Mitte                              | Wahlkreis            | –  | 3  | eingetreten am 1. Dezember 2011 für Joachim Bischoff                                                                               |
|                                       | Daniel Gritz                  | SPD               | 8 Eppendorf – Winterhude                     | Wahlkreis            | –  | 8  | |
|                                       | Andy Grote                    | SPD               | 1 Hamburg-Mitte                              | Wahlkreis            | –  | 1  | ausgeschieden im Mai 2012, jetzt Bezirksamtsleiter von Hamburg-Mitte                                                               |
|                                       | Eva Gümbel                    | GAL               | 9 Barmbek – Uhlenhorst – Dulsberg            | Wahlkreis            | –  | 1  | Vizepräsidentin |
|                                       | Birte Gutzki-Heitmann         | SPD               | 16 Harburg                                   | Wahlkreis            | –  | 2  | |
|                                       | Norbert Hackbusch             | DIE LINKE         | 3 Altona                                     | Wahlkreis            | 4  | 1  | |
|                                       | Anja Hajduk                   | GAL               | 8 Eppendorf – Winterhude                     | Wahlkreis            | 1  | 1  | ausgeschieden im Oktober 2013, dann Bundestagsabgeordnete                                                                          |
|                                       | Metin Hakverdi                | SPD               | 2 Billstedt – Wilhelmsburg – Finkenwerder    | Wahlkreis            | –  | 3  | Schriftführer, ausgeschieden im Oktober 2013, dann Bundestagsabgeordneter                                                          |
|                                       | Jörg Hamann                   | CDU               | 1 Hamburg-Mitte                              | Wahlkreis            | –  | 1  | |
|                                       | Ulrike Hanneken-Deckert       | SPD               | 14 Rahlstedt                                 | Wahlkreis            | –  | 5  | |
|                                       | Nikolaus Haufler              | CDU               | –                                            | Landesliste (Person) | 50 | –  | |
|                                       | Heiko Hecht                   | CDU               | 2 Billstedt – Wilhelmsburg – Finkenwerder    | Wahlkreis            | –  | 1  | ausgeschieden im September 2013 |
|                                       | Robert Heinemann              | CDU               | 3 Altona                                     | Wahlkreis            | –  | 1  | |
|                                       | Roland Heintze                | CDU               | 7 Lokstedt – Niendorf – Schnelsen            | Wahlkreis            | –  | 1  | |
|                                       | Klaus-Peter Hesse             | CDU               | 10 Fuhlsbüttel – Alsterdorf – Langenhorn     | Wahlkreis            | –  | 1  | |
|                                       | Dora Heyenn                   | DIE LINKE         | 14 Rahlstedt                                 | Landesliste (Liste)  | 1  | 1  | |
|                                       | Lars Holster                  | SPD               | 15 Bergedorf                                 | Landesliste (Person) | 29 | 6  | |
|                                       | Regina-Elisabeth Jäck         | SPD               | –                                            | Landesliste (Liste)  | 25 | –  | eingetreten am 29. Juni 2011 für Thomas Ritzenhoff bzw. Senator Michael Neumann                                                    |
|                                       | Carl-Edgar Jarchow            | FDP               | 3 Altona                                     | Landesliste (Person) | 10 | 1  | |
|                                       | Hildegard Jürgens             | SPD               | –                                            | Landesliste (Person) | 19 | –  | |
|                                       | Martina Kaesbach              | FDP               | 2 Billstedt – Wilhelmsburg – Finkenwerder    | Landesliste (Liste)  | 5  | 1  | |
|                                       | Annkathrin Kammeyer           | SPD               | 2 Billstedt – Wilhelmsburg – Finkenwerder    | Landesliste (Person) | 46 | 7  | |
|                                       | Gert Kekstadt                 | SPD               | 15 Bergedorf                                 | Wahlkreis            | –  | 4  | eingetreten im März 2011 für Ties Rabe                                                                                             |
|                                       | Jens Kerstan                  | GAL               | 15 Bergedorf                                 | Wahlkreis            | 2  | 1  | |
|                                       | Dirk Kienscherf               | SPD               | –                                            | Landesliste (Liste)  | 8  | –  | |
|                                       | Susanne Kilgast               | SPD               | 2 Billstedt – Wilhelmsburg – Finkenwerder    | Wahlkreis            | –  | 2  | eingetreten am 22. Oktober 2013 für Metin Hakverdi                                                                                 |
|                                       | Thilo Kleibauer               | CDU               | 13 Wahlkreis Alstertal – Walddörfer          | Wahlkreis            | –  | 2  | |
|                                       | Thomas-Sönke Kluth            | FDP               | 12 Bramfeld – Farmsen-Berne                  | Landesliste (Liste)  | 2  | 1  | |
|                                       | Martina Koeppen               | SPD               | 6 Stellingen – Eimsbüttel-West               | Wahlkreis            | –  | 1  | |
|                                       | Uwe Koßel                     | SPD               | –                                            | Landesliste (Person) | 40 | –  | eingetreten Anfang September 2012 für Erck Rickmers                                                                                |
|                                       | Thomas Kreuzmann              | CDU               | 12 Bramfeld – Farmsen-Berne                  | Wahlkreis            | –  | 1  | |
|                                       | Annegret Krischok             | SPD               | 4 Blankenese                                 | Wahlkreis            | –  | 2  | |
|                                       | Harald Krüger                 | CDU               | –                                            | Landesliste (Liste)  | 9  | –  | im November 2014 nachgerückt für Christoph Ahlhaus                                                                                 |
|                                       | Philipp-Sebastian Kühn        | SPD               | 2 Billstedt – Wilhelmsburg – Finkenwerder    | Wahlkreis            | –  | 1  | |
|                                       | Gerhard Lein                  | SPD               | 15 Bergedorf                                 | Wahlkreis            | –  | 3  | |
|                                       | Melanie Leonhard              | SPD               | –                                            | Landesliste (Liste)  | 9  | –  | |
|                                       | Loretana de Libero            | SPD               | 1 Hamburg-Mitte                              | Wahlkreis            | –  | 4  | eingetreten am 16. Mai 2012 für Andy Grote                                                                                         |
|                                       | Uwe Lohmann                   | SPD               | –                                            | Landesliste (Liste)  | 22 | –  | eingetreten am 23. März 2011 für Peter Tschentscher                                                                                |
|                                       | Dorothee Martin               | SPD               | 10 Fuhlsbüttel – Alsterdorf – Langenhorn     | Wahlkreis            | –  | 2  | |
|                                       | Antje Möller                  | GAL               | 7 Lokstedt – Niendorf – Schnelsen            | Wahlkreis            | 5  | 1  | |
|                                       | Doris Müller                  | SPD               | –                                            | Landesliste (Person) | 36 | –  | |
|                                       | Farid Müller                  | GAL               | 1 Hamburg-Mitte                              | Wahlkreis            | –  | 2  | |
|                                       | Arno Münster                  | SPD               | 3 Altona                                     | Wahlkreis            | –  | 2  | |
|                                       | Michael Neumann               | SPD               | –                                            | Landesliste (Liste)  | 3  | –  | Mandat ruht seit dem 23. März 2011, da Senator                                                                                     |
|                                       | Ralf Niedmers                 | CDU               | 11 Wandsbek                                  | Wahlkreis            | –  | 1  | |
|                                       | Barbara Nitruch               | SPD               | –                                            | Landesliste (Liste)  | 23 | –  | eingetreten am 24. Juni 2011 für Karl Schwinke                                                                                     |
|                                       | Olaf Ohlsen                   | CDU               | 6 Stellingen – Eimsbüttel-West               | Wahlkreis            | –  | 1  | |
|                                       | Christel Oldenburg            | SPD               | –                                            | Landesliste (Liste)  | 10 | –  | |
|                                       | Cansu Özdemir                 | DIE LINKE         | 4 Blankenese                                 | Landesliste (Person) | 9  | 2  | |
|                                       | Mathias Petersen              | SPD               | –                                            | Landesliste (Person) | 20 | –  | |
|                                       | Wolfhard Ploog                | CDU               | –                                            | Landesliste (Liste)  | 6  | –  | Nachrücker für Ahlhaus bis zur Wahl von Olaf Scholz am 7. März 2011, endgültig eingetreten im September 2012 für Viviane Spethmann |
|                                       | Lars Pochnicht                | SPD               | 12 Bramfeld – Farmsen-Berne                  | Wahlkreis            | –  | 7  | eingetreten im März 2011 für Ingo Egloff                                                                                           |
|                                       | Karin Prien                   | CDU               | 4 Blankenese                                 | Wahlkreis            | –  | 1  | |
|                                       | Jan Quast                     | SPD               | 8 Eppendorf – Winterhude                     | Landesliste (Person) | 31 | 4  | |
|                                       | Ties Rabe                     | SPD               | 15 Bergedorf                                 | Wahlkreis            | –  | 1  | Mandat ruht seit dem 23. März 2011, da Senator                                                                                     |
|                                       | Erck Rickmers                 | SPD               | –                                            | Landesliste (Person) | 13 | –  | ausgeschieden Ende August 2012 |
|                                       | Finn-Ole Ritter               | FDP               | 10 Fuhlsbüttel – Alsterdorf – Langenhorn     | Landesliste (Liste)  | 6  | 5  | |
|                                       | Thomas Ritzenhoff             | SPD               | –                                            | Landesliste (Liste)  | 16 | –  | eingetreten im März 2011 für Michael Neumann, ausgeschieden am 29. Juni 2011, dann Bezirksamtsleiter                               |
|                                       | Hans-Detlef Roock             | CDU               | –                                            | Landesliste (Liste)  | 4  | –  | |
|                                       | Wolfgang Rose                 | SPD               | –                                            | Landesliste (Liste)  | 11 | –  | |
|                                       | Jenspeter Rosenfeldt          | SPD               | 8 Eppendorf – Winterhude                     | Wahlkreis            | –  | 2  | Nachrücker für Anja Domres |
|                                       | Andrea Rugbarth               | SPD               | –                                            | Landesliste (Liste)  | 15 | –  | eingetreten am 7. März 2011 für Olaf Scholz                                                                                        |
|                                       | Monika Schaal                 | SPD               | 7 Lokstedt – Niendorf – Schnelsen            | Wahlkreis            | –  | 1  | |
|                                       | Martin Schäfer                | SPD               | 5 Rotherbaum – Harvestehude – Eimsbüttel-Ost | Wahlkreis            | –  | 1  | |
|                                       | Walter Scheuerl               | CDU/ fraktionslos | –                                            | Landesliste (Liste)  | 5  | –  | Fraktionsaustritt am 24. März 2014                                                                                                 |
|                                       | Wieland Schinnenburg          | FDP               | 11 Wandsbek                                  | Landesliste (Person) | 7  | 1  | Vizepräsident |
|                                       | Frank Schira                  | CDU               | –                                            | Landesliste (Liste)  | 2  | –  | Erster Vizepräsident |
|                                       | Hansjörg Schmidt              | SPD               | 1 Hamburg-Mitte                              | Wahlkreis            | –  | 3  | |
|                                       | Frank Schmitt                 | SPD               | 4 Blankenese                                 | Wahlkreis            | –  | 1  | |
|                                       | Heidrun Schmitt               | GAL               | 3 Altona                                     | Landesliste (Person) | 31 | 7  | |
|                                       | Christiane Schneider          | DIE LINKE         | 16 Harburg                                   | Landesliste (Liste)  | 3  | 1  | |
|                                       | Olaf Scholz                   | SPD               | –                                            | Landesliste (Liste)  | 1  | –  | das Mandat ruht seit der Wahl zum Bürgermeister am 7. März 2011                                                                    |
|                                       | Brigitta Schulz               | SPD               | 17 Süderelbe                                 | Wahlkreis            | –  | 2  | eingetreten am 1. Januar 2012 für Thomas Völsch                                                                                    |
|                                       | Sören Schumacher              | SPD               | 16 Harburg                                   | Wahlkreis            | –  | 1  | |
|                                       | Jens-Peter Schwieger          | SPD               | 12 Bramfeld – Farmsen-Berne                  | Wahlkreis            | –  | 3  | |
|                                       | Karl Schwinke                 | SPD               | –                                            | Landesliste (Liste)  | 5  | –  | ausgeschieden am 24. Juni 2011, dann Sportstaatsrat                                                                                |
|                                       | Ali Şimşek                    | SPD               | –                                            | Landesliste (Person) | 59 | –  | |
|                                       | Viviane Spethmann             | CDU               | –                                            | Landesliste (Liste)  | 3  | –  | ausgeschieden am 2. September 2012                                                                                                 |
|                                       | Dorothee Stapelfeldt          | SPD               | –                                            | Landesliste (Liste)  | 4  | –  | Präsidentin vom 7. bis 23. März 2011, Mandat ruht seit dem 23. März 2011, da dann Senatorin                                        |
|                                       | Till Steffen                  | GAL               | 5 Rotherbaum – Harvestehude – Eimsbüttel-Ost | Wahlkreis            | 4  | 1  | |
|                                       | Olaf Steinbiß                 | SPD               | 5 Rotherbaum – Harvestehude – Eimsbüttel-Ost | Landesliste (Liste)  | 26 | 3  | eingetreten am 1. September 2011 für Britta Ernst                                                                                  |
|                                       | Hjalmar Stemmann              | CDU               | –                                            | Landesliste (Person) | 21 | –  | |
|                                       | Sabine Steppat                | SPD               | 7 Lokstedt – Niendorf – Schnelsen            | Wahlkreis            | –  | 4  | |
|                                       | Birgit Stöver                 | CDU               | 16 Harburg                                   | Wahlkreis            | 35 | 1  | |
|                                       | Katja Suding                  | FDP               | 4 Blankenese                                 | Wahlkreis            | 1  | 1  | |
|                                       | Heike Sudmann                 | DIE LINKE         | –                                            | Landesliste (Person) | 11 | –  | |
|                                       | Urs Tabbert                   | SPD               | –                                            | Landesliste (Liste)  | 17 | –  | eingetreten im März 2011 für Dorothee Stapelfeldt                                                                                  |
|                                       | Dennis Thering                | CDU               | 13 Wahlkreis Alstertal – Walddörfer          | Wahlkreis            | –  | 1  | |
|                                       | Carola Thimm                  | SPD               | 12 Bramfeld – Farmsen-Berne                  | Wahlkreis            | –  | 2  | |
|                                       | Juliane Timmermann            | SPD               | 11 Wandsbek                                  | Wahlkreis            | –  | 2  | |
|                                       | Karin Timmermann              | SPD               | 13 Wahlkreis Alstertal – Walddörfer          | Wahlkreis            | 14 | 2  | |
|                                       | Anjes Tjarks                  | GAL               | 14 Rahlstedt                                 | Landesliste (Liste)  | 6  | 1  | |
|                                       | Sven Tode                     | SPD               | 9 Barmbek – Uhlenhorst – Dulsberg            | Wahlkreis            | –  | 2  | |
|                                       | André Trepoll                 | CDU               | 17 Süderelbe                                 | Wahlkreis            | 26 | 1  | |
| Anna-Elisabeth von Treuenfels-Frowein | Anna-Elisabeth von Treuenfels | FDP               | 4 Blankenese                                 | Landesliste (Liste)  | 4  | 2  | |
|                                       | Peter Tschentscher            | SPD               | –                                            | Landesliste (Liste)  | 6  | –  | Mandat ruht seit dem 23. März 2011, da Senator                                                                                     |
|                                       | Heino Vahldieck               | CDU               | –                                            | Landesliste (Person) | 31 | –  | ausgeschieden am 31. Dezember 2011                                                                                                 |
|                                       | Carola Veit                   | SPD               | –                                            | Landesliste (Liste)  | 12 | –  | Präsidentin seit dem 23. März 2011                                                                                                 |
|                                       | Isabella Vértes-Schütter      | SPD               | –                                            | Landesliste (Person) | 60 | –  | |
|                                       | Kai Voet van Vormizeele       | CDU               | 9 Barmbek – Uhlenhorst – Dulsberg            | Wahlkreis            | –  | 1  | |
|                                       | Silke Vogt-Deppe              | SPD               | 6 Stellingen – Eimsbüttel-West               | Landesliste (Person) | 18 | 3  | |
|                                       | Thomas Völsch                 | SPD               | 17 Süderelbe                                 | Wahlkreis            | –  | 1  | ausgeschieden am 31. Dezember 2011, dann Bezirksamtsleiter von Hamburg-Harburg                                                     |
|                                       | Christoph de Vries            | CDU               | 1 Hamburg-Mitte                              | Landesliste (Person) | 8  | 10 | |
|                                       | Andreas C. Wankum             | CDU               | 8 Eppendorf – Winterhude                     | Wahlkreis            | –  | 1  | Schriftführer |
|                                       | Karl-Heinz Warnholz           | CDU               | 14 Rahlstedt                                 | Wahlkreis            | –  | 1  | |
|                                       | Dietrich Wersich              | CDU               | –                                            | Landesliste (Person) | 10 | –  | |
|                                       | Frank Wiesner                 | SPD               | 16 Harburg                                   | Landesliste (Person) | 24 | 3  | |
|                                       | Katharina Wolff               | CDU               | 5 Rotherbaum – Harvestehude – Eimsbüttel-Ost | Wahlkreis            | 49 | 1  | |
|                                       | Sylvia Wowretzko              | SPD               | 9 Barmbek – Uhlenhorst – Dulsberg            | Wahlkreis            | 49 | 3  | eingetreten am 3. Mai 2011 für Jan Ehlers                                                                                          |
|                                       | Ekkehard Wysocki              | SPD               | 14 Rahlstedt                                 | Wahlkreis            | –  | 3  | eingetreten am 24. März 2011 für Elke Badde                                                                                        |
|                                       | Mehmet Yıldız                 | DIE LINKE         | 2 Billstedt – Wilhelmsburg – Finkenwerder    | Wahlkreis            | 6  | 1  | |